# 新化系統交流道

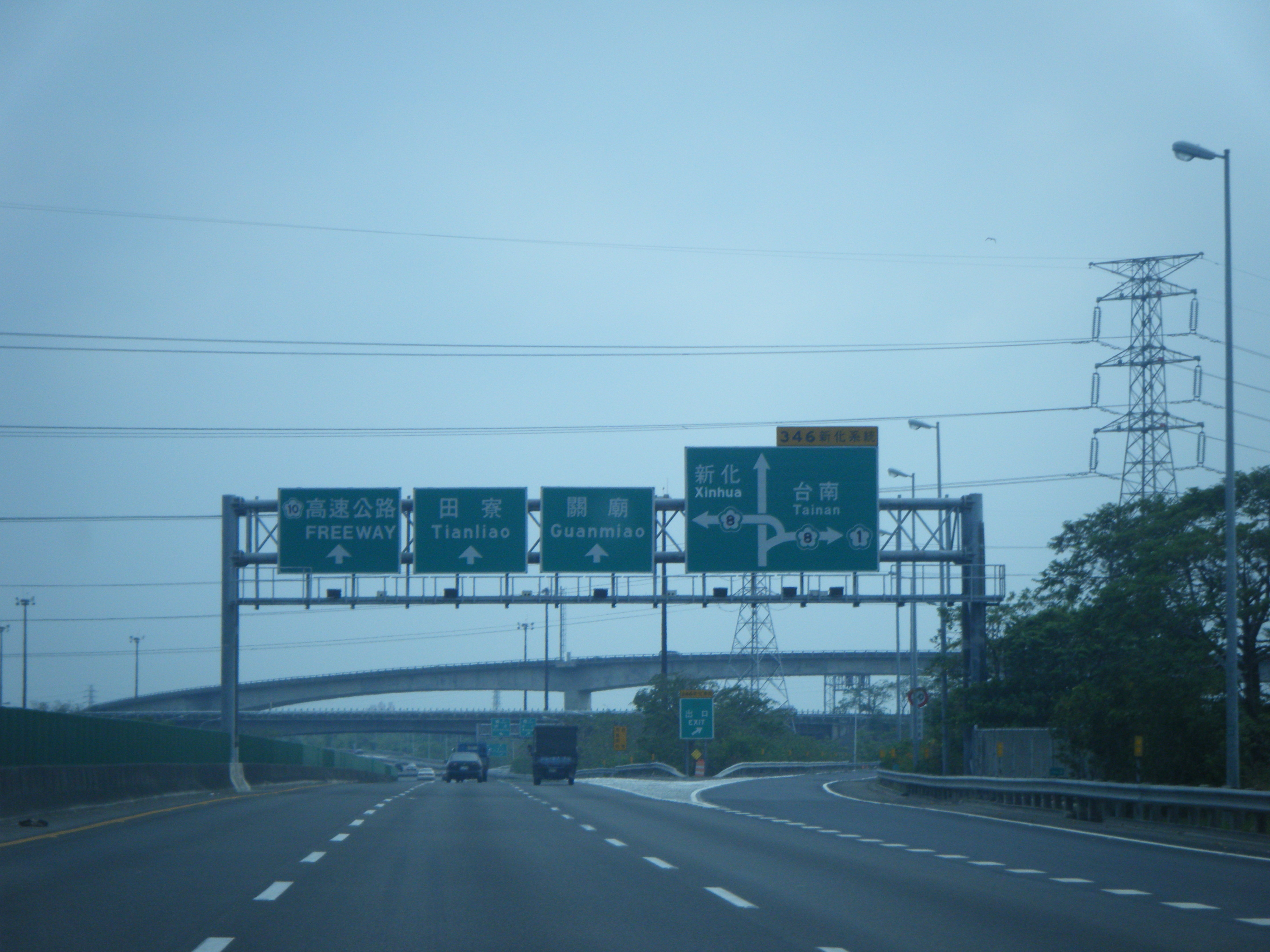
國道三號新化系統交流道南下出口

新化系統交流道位於臺灣臺南市新市區與新化區交界，用於連結國道三號與國道八號，指標分別為國道三號346k、國道八號指標14k。
|  | 346 新化系統 |  | 新化 臺南 |
|  | 14 新化系統  |  | 嘉義 高雄 |

## 外部連結
- 國道三號新化系統交流道示意圖 （页面存档备份，存于）（交通部高速公路局）
- 國道八號新化系統交流道、新化端示意圖 （页面存档备份，存于）（交通部高速公路局）